# Mount Wyatt Earp
Mount Wyatt Earp ist ein 2370 m hoher und hauptsächlich verschneiter Berg im westantarktischen Ellsworthland. Er ragt 5 km westnordwestlich des Mount Ulmer im nördlichen Teil der Sentinel Range des Ellsworthgebirges auf.
Der US-amerikanische Polarforscher Lincoln Ellsworth entdeckte ihn bei seinem Transantarktisflug am 23. November 1935. Das Advisory Committee on Antarctic Names benannte ihn 1964 nach dem Schiff Wyatt Earp, das Ellsworth bei vier Expeditionen in die Antarktis zwischen 1933 und 1939 einsetzte.